# Pęcherzyki Saviego
Pęcherzyki Saviego (ang. Savi's vesicles) – narządy zmysłów występujące u niektórych spodoustych np. u drętw.
Pęcherzyki te znajdują się w skórze właściwej przedniej części głowy ryby, gdzie tworzą duże skupienia, liczące 100–200 sztuk. Pęcherzyki te nie mają ujścia na zewnątrz, a każdy z nich zawiera pojedynczy neuromast. Wyściełane są mechanoreceptorowym nabłonkiem zmysłowym, złożonym z dwóch rodzajów komórek: podporowych i zmysłowych. Komórki podporowe mają na szczycie jednorzęskowe mikrokosmki i pełnią funkcję ochronną dla zmysłowych oraz funkcję wydzielniczą – możliwe, że ich wydzielina jest składową osklepka. Komórki zmysłowe mają na wierzchołkach kinocylia otoczone 40–50 stereocyliami, zbudowane z 11 mikrotubuli: 2 pośrodku i 9 dookoła nich. Unerwienie komórek podporowych zapewnią nerwy ruchowe, a zmysłowych nerwy czuciowe.
Funkcja pęcherzyków Saviego nie jest dostatecznie poznana. Przypuszcza się, że wychwytują zmiany ciśnienia słupa wody.
Narządy te zostały nazwane na cześć odkrywcy – Paolo Saviego. Po raz pierwszy zostały opisane pod nazwą appareil folliculaire nerveux w publikacji z 1844 roku.